# Tresco (ostrov)

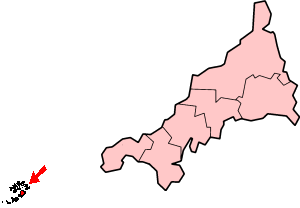
Scilly a Cornwall

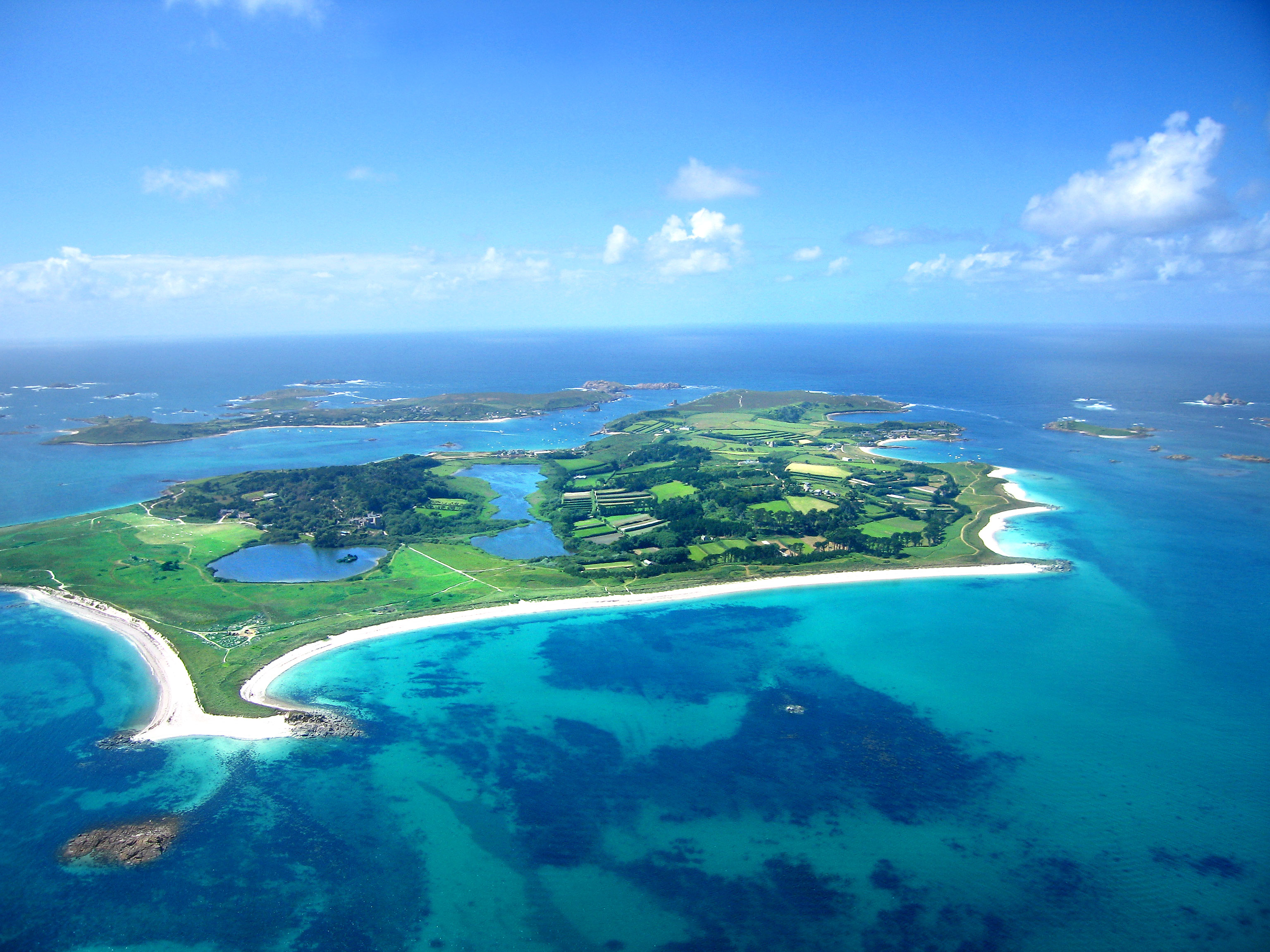
Ostrov Tresco

Tresco neboli Enys Skaw (v kornštině "Ostrov bezů") je druhý největší ostrov souostroví Scilly, nejjižnější části Britských ostrovů. Scilly leží v Atlantském oceánu asi 45 km na jihozápad od mysu Land's End v anglickém ceremoniálním hrabství Cornwall, ke kterému historicky patří. Ve Spojeném království tvoří specifickou jednotku (unitary authority), spravovanou Radou ostrovů Scilly (Council of the Isles of Scilly).
Ostrov Tresco se rozkládá na ploše 297 hektarů, je dlouhý přibližně 3,5 km a široký 1,75 km. Je v soukromém vlastnictví.

## Název ostrova
Několikrát se měnil. V roce 1193, kdy papež Celestýn III. dal ostrov opatu Tavistockého kláštera, byl známý jako Ostrov sv. Mikuláše (St. Nicholas's island), v roce 1305 nesl název Trescau ("Farma bezových stromů"). Do roku 1540 se změnil v Iniscaw ("Ostrov bezových stromů"). V roce 1814 se uváděl pod jménem Trescaw.

## Dějiny
V raných dějinách jednu skupinu ostrovů vlastnili poustevníci. Král Jindŕich I. ho dal Tavistockému opatství. V roce 1233 se převor Alan z Cornwallu stal v tomto klášteře opatem. Převorství bylo zrušeno spolu s dalšími kláštery v první polovině 16. století.

## Popis ostrova
Povrch ostrova je rozmanitý, nacházejí se tu členité žulové skály, na severním pobřeží vřesoviště a na východě a jihu pláže tvořené převážně vápenatými schránkami mořských živočichů. Různorodost krajiny a geomorfologie je částečně důsledkem působení ledovce během poslední doby ledové, který tam zanechal nánosy kamení.

### Botanická zahrada Tresco Abbey Gardens

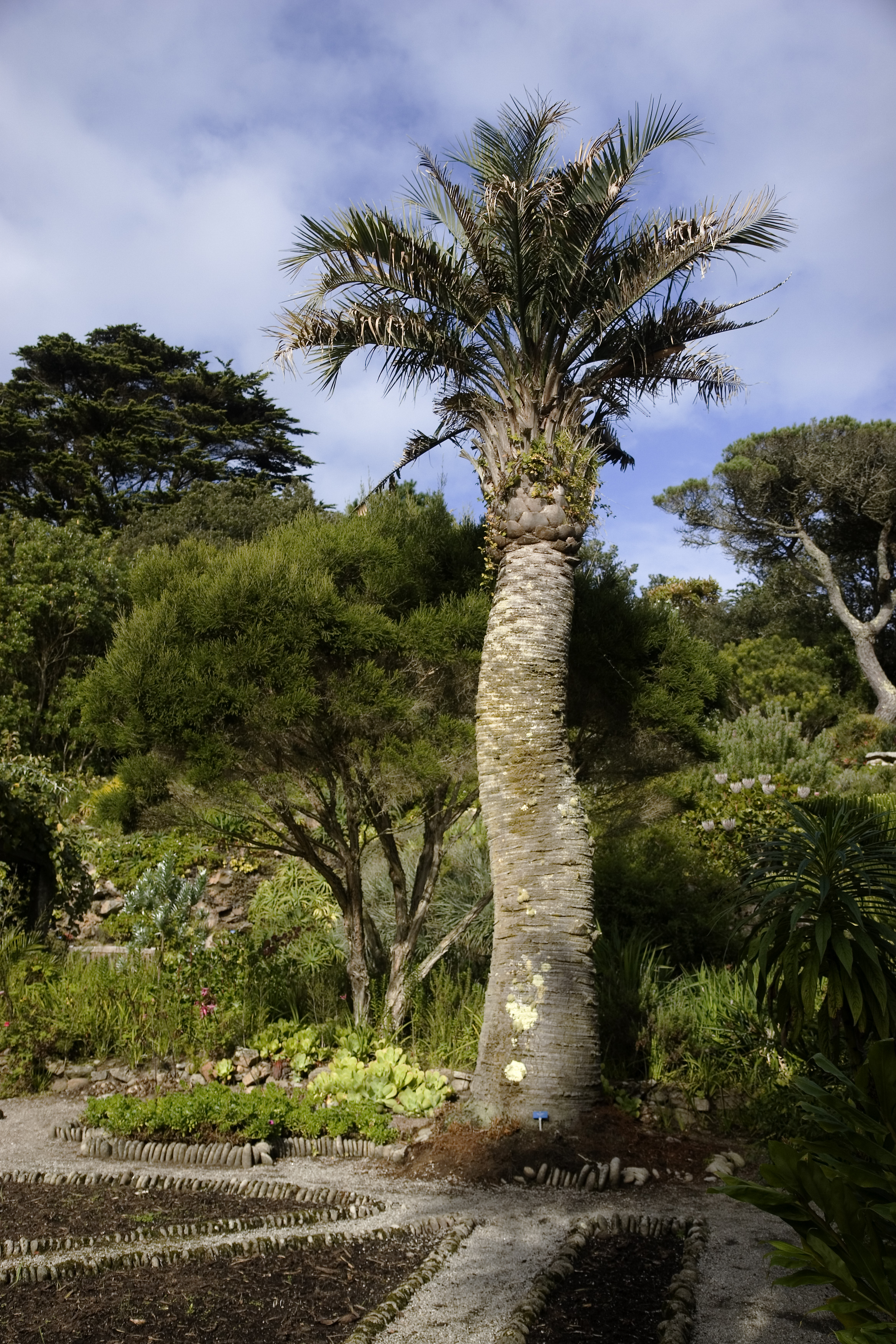
Butia capitata v botanické zahradě

Na jihu ostrova je subtropická botanická zahrada nazvaná Tresco Abbey Gardens s tisíci exotických rostlin z více než 80 zemí, z nichž mnohé by na pevnině nepřežily, ale subtropické podnebí ostrova Tresco jim víc než vyhovuje: pěstují tam například sukulenty, palmy, rostliny z rodu protea, strelície nebo pelargonie. Teplejší a sušší, výše položené terasy vyhovují rostlinám z jihu Afriky a z Austrálie; na níže položených se daří rostlinám z Nového Zélandu a Jižní Ameriky. Zahradu založil v 19. století britský politik Augustus Smith jako soukromou zahradu v sousedství benediktinského kláštera z roku 964. Návštěvníci zahrady mohou zhlédnout také sbírku ozdobných přídí lodí, které u ostrovů Scilly ztroskotaly v posledních více než dvou stech letech.

## Divoká příroda a ekologie
Ostrov Tresco mezi ostatními ostrovy Scilly vyniká různorodostí: jsou tu větrná vřesoviště, ale i závětrná místa s cibulovinami, mokřiny a jezera, písečné pláže s dunami. V letech 1971 a 1976 zde byla zřízena tři místa zvláštního vědeckého zájmu (SSSI): Castle Down kvůli vřesovišti, lišejníkům, hnízdišti rybáka obecného (Sterna hirundo) a geologii. Great Pool má největší sladkovodní plochu na ostrovech, hnízdí tam ptáci a zastavují se tam ptáci tažní. Pentle Bay je význačný přechodem z písečné duny k vřesovišti bohatému na lišejníky.

### Veverky
V říjnu 2012 bylo na ostrov helikoptérou dopraveno šest veverek obecných (Sciurus vulgaris) (5 samců, 1 samice). Přežily jen dvě, ale v září 2013 jich bylo vypuštěno dvacet poblíž Abbey Gardens. Tresco je pro tento ohrožený druh pokládáno za bezpečné útočiště, protože tam nejsou dravci (například lišky) ani veverky šedé, které přenášejí virové onemocnění veverek.

### Tažní ptáci
K mnoha, kteří zde byli poprvé v Británii pozorováni, patří:
lelek sokolí (Chordeiles minor), kukačka černozobá (Coccyzus erythrophthalmus),
lesňáček lišejníkový (Setophaga americana),
jespák aljašský (Calidris mauri) či datel rudohrdlý (Sphyrapicus varius).

## Lidská sídla
Lidé bydlí v centrální části ostrova ve vesnici Nový Grimsby a Starý Grimsby, kde mají obchod se smíšeným zbožím, který poskytuje i poštovní služby, galerii, síň, hospodu a dvě kavárny. Na sever od Nového Grimsby je Hrad krále Karla a Cromwellův hrad.
Hrad krále Karla byl postaven v letech 1550–1554, okupován za občanské války a později částečně zbořen kvůli materiálu pro stavbu Cromwellova hradu, věže na pobřeží z let 1651–1652.

## Anglikánský kostel

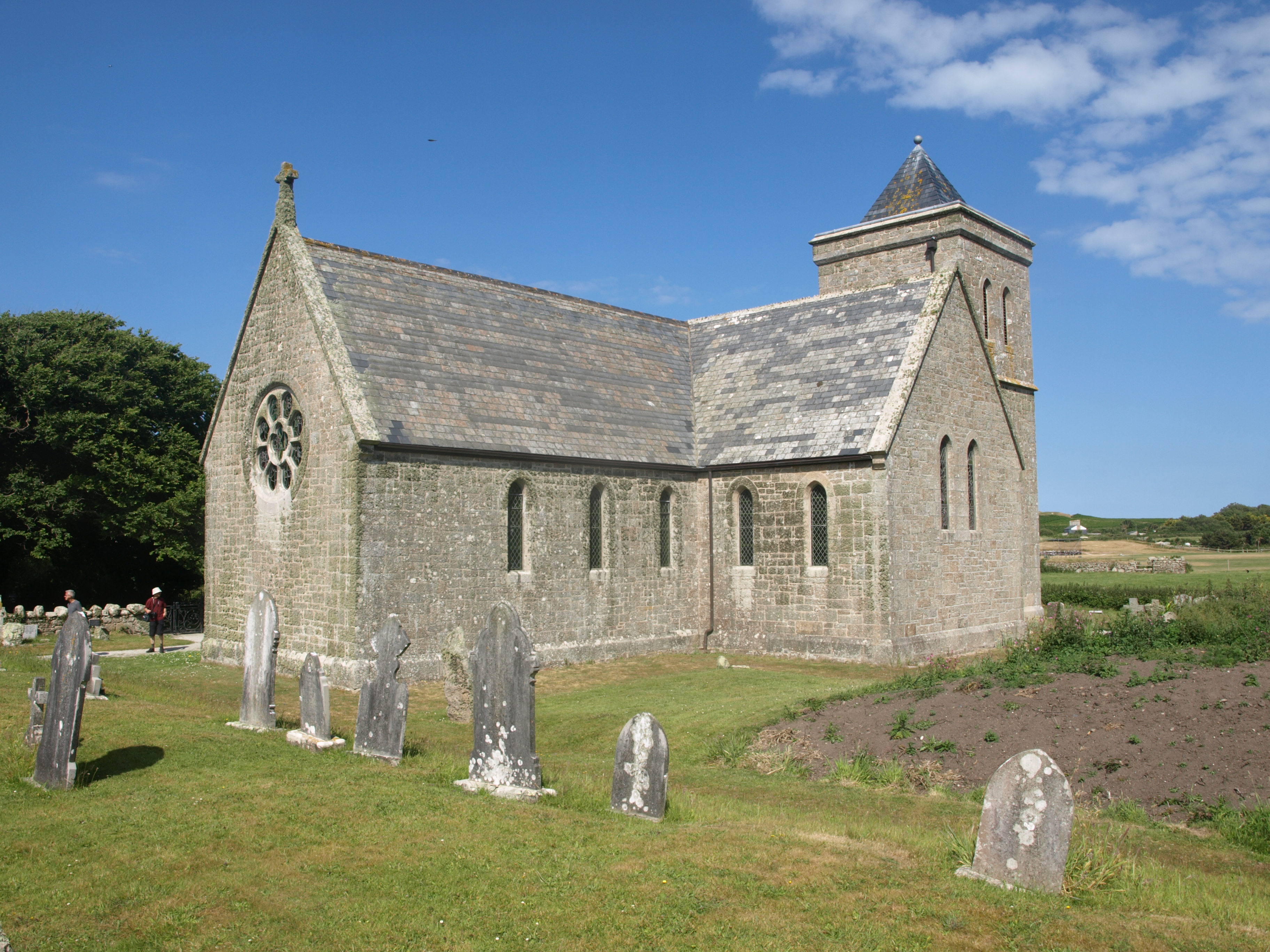
Kostel sv. Mikuláše

Na ostrově se nachází farní kostel sv. Mikuláše, patrona námořníků, cestovatelů, dětí a obchodníků, postavený mezi 1878–1879.

## Obyvatelstvo
Toto jsou údaje pouze o obyvatelích, kteří na ostrově bydlí trvale.
- 1841 – 4300
- 1861 – 399
- 1871 – 266
- 1891 – 315
- 1901 – 331
- 1911 – 315
- 1921 – 217
- 1931 – 248
- 1951 – 243
- 1961 – 283
- 1971 – 246
- 1991 – 170
- 2001 – 180
- 2011 – 175

## Hospodářství
Na rozdíl od ostatních ostrovů souostroví Scilly Tresco žije převážně z turistického ruchu a prakticky všechna pracovní místa s ním souvisí.

## Doprava
Na ostrově nejezdí auta. Pohybovat se lze pěšky po husté síti stezek a silnic nebo na kole, které si lze půjčit. Z heliportu a od přístavišť vozí návštěvníky traktory s přívěsem. Pro hendikepované jsou k dispozici golfové vozíky. Spojení s ostatními obydlenými ostrovy a případné okružní plavby zajišťují lodě.

## Sport
Od roku 2001 do 2009 na ostrově pořádali maraton na pomoc pacientům s cystickou fibrózou. Trať tvořilo 7 a půl kola kolem ostrova. Běh se vždy konal ve stejný den jako maraton v Londýně. Mezi vítěze patřili Dara O'Kearneyová a Bob Brown.
Maraton byl vystřídán triatlonem kategorie Sprint Triatlon. Je to každoročně největší sportovní událost na ostrově, která pomáhá Červenému kříži. Kombinuje se tu plavání, jízda na kole a běh.
Na ostrově se lze věnovat různým vodním sportům a rybaření.

## Galerie

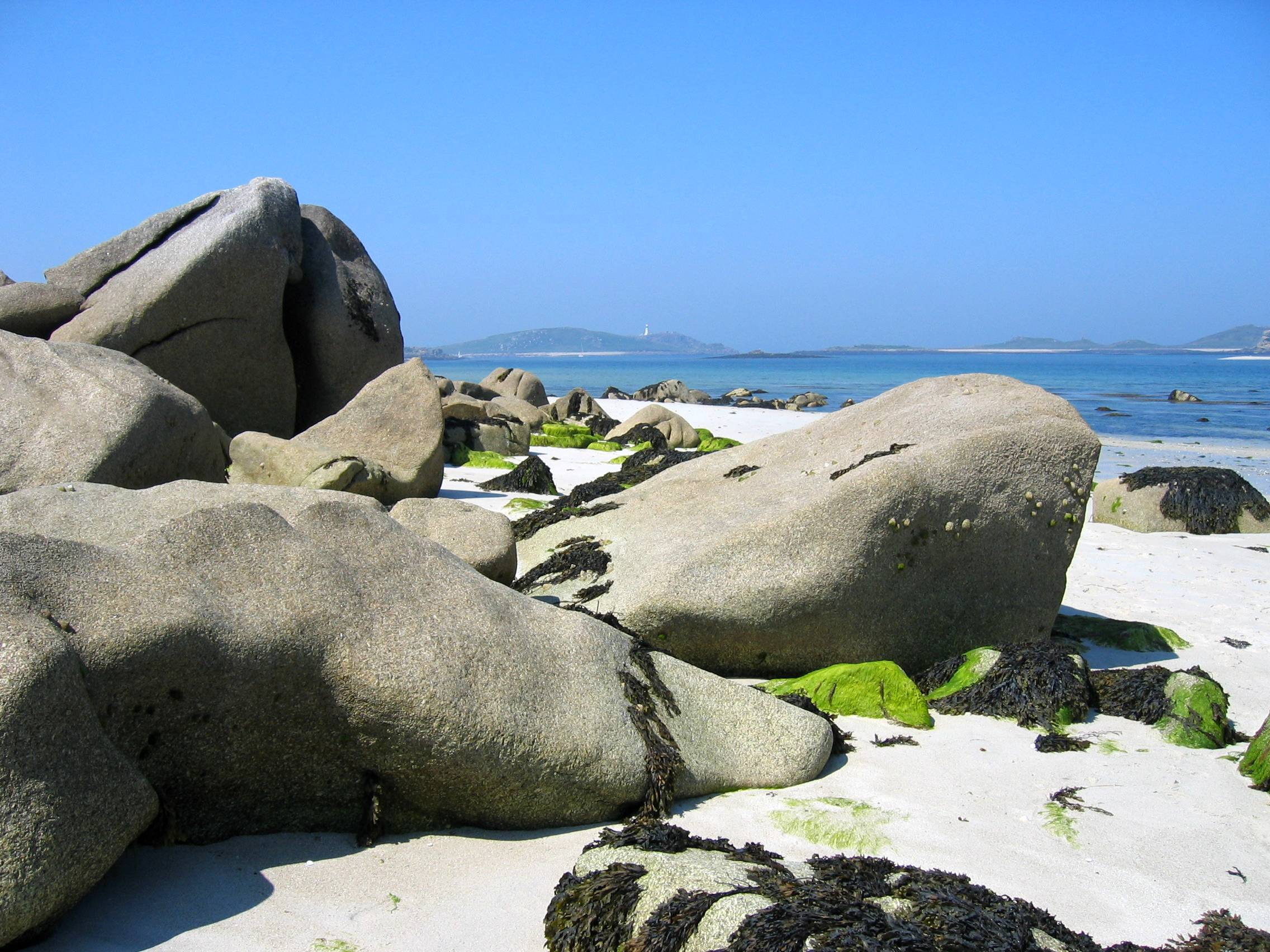
Pobřeží ostrova Tresco
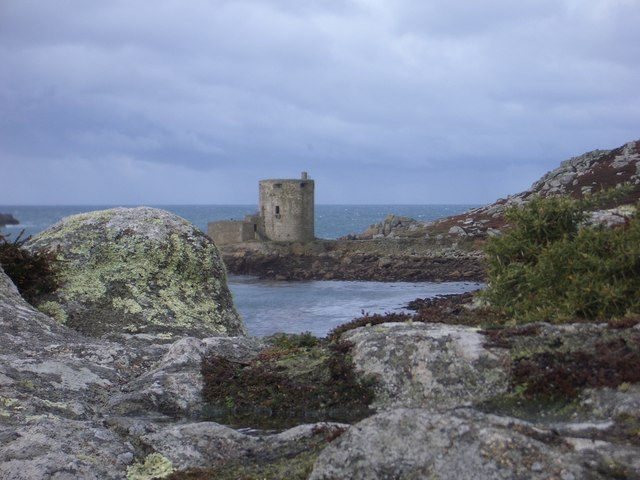
Cromwellův hrad